# Gunnar Broberg
Gunnar Julius Broberg, född 5 september 1942 i Flen, död 30 april 2022 i Lund, var en svensk vetenskapshistoriker.

## Biografi
Broberg var son till kyrkoherden i Nyköping Erik Broberg och Gunhild Zetterberg.  Broberg doktorerade år 1976 vid historisk-filosofiska fakulteten vid Uppsala Universitet med doktorsavhandlingen Homo sapiens L : studier i Carl von Linnés naturuppfattning och människolära. Han blev 1990 professor i idé- och lärdomshistoria vid Lunds universitet och räknades som sin samtids fränmste kännare av Carl von Linné. Broberg fortsatte att ägna en stor del av sin akademiska karriär till att studera Carl von Linné men var även uppmärksammad för sin forskning kring rasbiologiska institutet och tvångssteriliseringen i Sverige. Gunnar Broberg är begravd på Östra kyrkogården i Lund.